# Неёловка (Харьковская область)
Неёловка (укр. Неїлівка) — село,
Чкаловский поселковый совет,
Чугуевский район,
Харьковская область, Украина.
Село ликвидировано в 1995 году.

## Географическое положение
Село Нееловка находится на расстоянии в 5 км от пгт Чкаловское и
в 3-х км от села Новый Лиман (Шевченковский район).

## История
- 1995 — село ликвидировано[1].